# Wechmar (Drei Gleichen)
Wechmar ist ein Ortsteil der Landgemeinde Drei Gleichen im Landkreis Gotha in Thüringen.

## Lage
Wechmar liegt südöstlich von Gotha im fruchtbaren Urstromtal der Apfelstädt. Südlich führt die Bundesautobahn 4 mit einer Anschlussstelle vorüber. Die Südabdachung der Seeberge gab und gibt natürlichen Schutz. Die Landesstraße 2147 tangiert den Ort. In unmittelbarer Nähe stehen die Burgen der Drei Gleichen.

## Geschichte
In der Literatur aus Thüringen wird für Wechmar und Günthersleben die urkundliche Ersterwähnung bis 775/786 datengleich angegeben. Schon frühzeitig wurde hier gesiedelt. Der Ort gehörte bis Mitte des 19. Jahrhunderts zur oberen Grafschaft Gleichen im Herzogtum Sachsen-Gotha-Altenburg und danach zum Landratsamt Ohrdruf im Herzogtum Sachsen-Coburg und Gotha.
Die Einheitsgemeinde Günthersleben-Wechmar wurde am 31. Dezember 1997 gebildet. Am 6. Juli 2018 schlossen sich die Einheitsgemeinden Günthersleben-Wechmar und Drei Gleichen zur Landgemeinde Drei Gleichen zusammen.

## Politik
Die Ortsteile Günthersleben und Wechmar der Gemeinde Drei Gleichen haben zusammengefasst eine gemeinsame Ortschaftsverfassung gemäß § 45a Thüringer Kommunalordnung. Die zusammengefasste Ortschaft mit Ortschaftsverfassung trägt die Bezeichnung Günthersleben-Wechmar.
Gemeinsamer Ortsteilbürgermeister ist Frank Ritter.

## Persönlichkeiten
Am Wechmarer Markt steht die Wiege der Musikerfamilie Bach. Im Oberbackhaus und in der Veit-Bach-Mühle lebten Veit Bach und sein Sohn, der Spielmann Hans Bach. Sie sind die Stammväter der Musikerfamilie. Ihre Wohn- und Wirkungsstätten sind heute zwei Museen und Bildungsstätten.
- Johann Bach (1604–1673), ältester als Komponist beglaubigter Vertreter der Musikerfamilie Bach
- Christoph Bach (1613–1661), zweiter Sohn von Johannes Bach, Bruder von Johann und von Heinrich Bach sowie Großvater von Johann Sebastian Bach
- Heinrich Bach (1615–1692), deutscher Organist
- Johann Nicolaus Hanff (1663–1711), deutscher Organist und Komponist, wuchs in Wechmar auf
- Johann Jacob Syrbius (1674–1738), Philosoph und lutherischer Theologe
- Knut Kreuch (* 1966), Oberbürgermeister von Gotha
- Alexander Ludwig (* 1984), Fußballer

## Veit-Bach-Festspiele
Seit 2000 richtet der „Wechmarer Heimatverein e. V.“ vierjährlich die nach Veit Bach benannten Festspiele aus, in deren Rahmen jeweils ein großes Volkstheaterstück mit über 100 Laiendarstellern in historischen Trachten uraufgeführt wird. Im internationalen Bach-Jahr 2000 feierte das von dem Gothaer Autor Andreas M. Cramer geschriebene Stück Veit Bach. Urvater der Musikerfamilie Bach unter der Regie von Antje Körbs seine Uraufführung in der Festhalle Günthersleben-Wechmar. 63 Darsteller, zwei Chöre und zwei Tanzgruppen stellten die (fiktiven) familiären Geschehnisse der Familie Bach zwischen 1590 (dem vermuteten Jahr der Rückkehr Veits nach Thüringen, der Heimat seiner Vorfahren) und 1635 (dem Weggang von Veits Enkeln Johann, Heinrich und Christoph aus Wechmar) dar.
Bislang im Rahmen der Veit-Bach-Festspiele uraufgeführte Theaterstücke:
- 2000: Veit Bach. Urvater der Musikerfamilie Bach
- 2004: Hans Bach. Ein Spielmann
- 2008: Der verliebte Kantor
- 2012: Kirchendonner um Sankt Viti